# Diaporthopsis pantherina
Diaporthopsis pantherina är en svampart som först beskrevs av Miles Joseph Berkeley, och fick sitt nu gällande namn av Lewis Edgar Wehmeyer 1934. Diaporthopsis pantherina ingår i släktet Diaporthopsis och familjen Diaporthaceae.   Inga underarter finns listade i Catalogue of Life.